# Windows Server 2008
Windows Server 2008 é um sistema operacional de servidores da Microsoft,  desenvolvido como sucessor do Windows Server 2003.
Lançado em 27 de fevereiro de 2008 o Windows Server 2008 foi conhecido pelo codinome Server Longhorn até 16 de maio de 2007 quando Bill Gates, presidente da Microsoft, anunciou o seu nome oficial. Um segundo lançamento, chamado Windows Server 2008 R2, foi lançado para fabricação em 22 de julho de 2009.

## História
Originalmente conhecido como Windows Server Codinome "Longhorn", o presidente da Microsoft, Bill Gates, anunciou seu nome oficial (Windows Server 2008) durante seu discurso na conferência WinHEC em 16 de maio de 2007.
O Beta 1 foi lançado em 27 de julho de 2005, o Beta 2 foi anunciado e lançado em 23 de maio de 2006 no WinHEC 2006 e o Beta 3 foi lançado publicamente em 25 de abril de 2007. O Release Candidate 0 foi lancado ao público em geral em 24 de setembro de 2007 e Release Candidate 1 foi lançado ao público em geral em 5 de dezembro de 2007. O Windows Server 2008 foi lançado para fabricação em 4 de fevereiro de 2008 e lançado oficialmente em 27 de fevereiro de 2008.

## Recursos
O Windows Server 2008 é compilado a partir da mesma base de código do Windows Vista; portanto, compartilha muito da mesma arquitetura e funcionalidade. Como a base de código é comum, ele vem automaticamente com a maioria dos recursos técnicos, de segurança, administrativos e novos para o Windows Vista, como a pilha de rede reescrita (IPv6 nativo, rede sem fio nativa, aprimoramentos de velocidade e segurança); melhor instalação, implementação e recuperação baseadas em imagem; ferramentas aprimoradas de diagnóstico, monitoramento, registro de eventos e relatórios; novos recursos de segurança, como BitLocker e ASLR (randomização de layout de espaço de endereço); Firewall do Windows melhorado com configuração padrão segura; tecnologias do .NET Framework 3.0, especificamente o Windows Communication Foundation, o Microsoft Message Queuing e o Windows Workflow Foundation; e melhorias no kernel, memória e no sistema de arquivos. Processadores e dispositivos de memória são modelados como dispositivos Plug and Play, para permitir hot-plugging desses dispositivos. Isso permite que os recursos do sistema sejam particionados dinamicamente usando o Dynamic Hardware Partitioning; cada partição tem sua própria memória, processador e dispositivos de ponte de host de E/S independentes de outras partições.

### Server Core
O Windows Server 2008 inclui uma variação de instalação chamada Server Core. O Server Core é uma instalação significativamente reduzida em que nenhum shell do Windows Explorer está instalado. Toda a configuração e manutenção é feita inteiramente através de janelas de interface de linha de comando ou conectando-se à máquina remotamente usando o Microsoft Management Console. No entanto, o Bloco de Notas e alguns applets do painel de controle, como as Configurações Regionais, estão disponíveis.
O Server Core não inclui o .NET Framework, o Internet Explorer, o Windows PowerShell ou muitos outros recursos não relacionados aos recursos básicos do servidor. Uma máquina usando o Server Core pode ser configurada para várias funções básicas: controlador de domínio/Serviços de Domínio do Active Directory, ADLDS (ADAM), servidor DNS, Servidor DHCP, servidor de arquivos, servidor de impressão, Servidor do Windows Media, Servidor Web IIS 7 e servidor virtual Hyper-V. O Server Core também pode ser usado para criar um cluster com alta disponibilidade usando clustering de failover ou balanceamento de carga de rede.
Andrew Mason, gerente de programa da equipe do Windows Server, observou que a principal motivação para produzir uma variante do Server Core do Windows Server 2008 era reduzir a superfície de ataque do sistema operacional, e que cerca de 70% das vulnerabilidades de segurança no Microsoft Windows dos cinco anos anteriores não teria afetado o Server Core.

### Funções do Active Directory
As funções do Active Directory são expandidas com serviços de identidade, certificado e gerenciamento de direitos.  O Active Directory, até o Windows Server 2003, permitia que os administradores de rede gerenciassem centralmente os computadores conectados, definissem políticas para grupos de usuários e implantassem centralmente novos aplicativos em vários computadores. Essa função do Active Directory está sendo renomeada como ADDS (Serviços de Domínio Active Directory). Vários outros serviços adicionais estão sendo introduzidos, incluindo ADFS (Serviços de Federação do Active Directory), AD LDS (Active Directory Lightweight Services), ADAM (Active Directory Application Mode), Active Directory Certificate Services (ADCS) e Active Directory Services e Serviços de Gerenciamento de Direitos de Diretório (ADRMS). Os serviços de identidade e certificado permitem que os administradores gerenciem contas de usuários e os certificados digitais que lhes permitem acessar determinados serviços e sistemas. Os serviços de gerenciamento de federação permitem que as empresas compartilhem credenciais com parceiros e clientes confiáveis, permitindo que um consultor use o nome de usuário e a senha da empresa para efetuar login na rede de um cliente. O Pacote de Recursos de Integração de Identidade está incluído como Serviços de Metadiretório do Active Directory. Cada um desses serviços representa uma função de servidor.

### Clustering de failover
O Windows Server 2008 oferece alta disponibilidade para serviços e aplicativos por meio do Clustering de Failover.  A maioria dos recursos e funções do servidor pode ser mantida em execução com pouco ou nenhum tempo de inatividade.
No Windows Server 2008 e no Windows Server 2008 R2, a maneira como os clusters são qualificados mudou significativamente com a introdução do assistente de validação de cluster. O assistente de validação de cluster é um recurso integrado ao clustering de failover no Windows Server 2008 e no Windows Server 2008 R2. Com o assistente de validação de cluster, um administrador pode executar um conjunto de testes focados em uma coleção de servidores que devem ser usados como nós em um cluster. Esse processo de validação de cluster testa o hardware e o software subjacentes diretamente, e individualmente, para obter uma avaliação precisa de como o clustering de failover pode ser suportado em uma determinada configuração.
Esse recurso está disponível apenas nas edições Enterprise e Datacenter do Windows Server.

### NTFS com auto-recuperação
Nas versões do Windows anteriores ao Windows Vista, se o sistema operacional detectou uma corrupção no sistema de arquivos de um volume NTFS, ele marcava o volume como "sujo"; para corrigir erros no volume, o volume tinha que ser desligado. Com o NTFS com autorrecuperação, uma linha de execução de manutenção do NTFS é gerada em segundo plano que executa uma correção localizada de estruturas de dados danificadas, com apenas os arquivos/pastas corrompidos permanecendo indisponíveis sem bloquear o volume inteiro e precisando que o servidor seja desligado. O sistema operacional agora apresenta técnicas de detecção baseadas em S.M.A.R.T. para ajudar a determinar quando um disco rígido pode falhar.

### Hyper-V

Arquitetura do Hyper-V

O Hyper-V é um software de virtualização baseado em hipervisor, formando uma parte essencial da estratégia de virtualização da Microsoft. Ele virtualiza os servidores em camada de núcleo do sistema operacional. Pode ser pensado como particionar um único servidor físico em múltiplas pequenas partições computacionais. O Hyper-V inclui a capacidade de atuar como um host de hipervisor de virtualização Xen, permitindo que os sistemas operacionais convidados que reconhecem o Xen sejam executados como sistemas virtualizados.  Uma versão beta do Hyper-V foi lançada como parte de certas edições em x86-64 do Windows Server 2008, antes do lançamento da versão final do Hyper-V pela Microsoft, em 26 de junho de 2008, como download gratuito. Além disso, existe uma versão independente do Hyper-V; esta versão suporta apenas a arquitetura x86-64. Embora as edições em IA-32 do Windows Server 2008 não possam executar ou instalar o Hyper-V, elas podem executar o snap-in do MMC para gerenciar o Hyper-V.

### Windows System Resource Manager
O Windows System Resource Manager (WSRM) está integrado ao Windows Server 2008. Ele fornece gerenciamento de recursos e pode ser usado para controlar a quantidade de recursos que um processo ou um usuário pode usar com base nas prioridades de negócios. Critérios de correspondência de processos, que são definidos pelo nome, tipo ou proprietário do processo, impõem restrições no uso de recursos por um processo que corresponde aos critérios. O tempo de CPU, a largura de banda que ele pode usar, o número de processadores nos quais ele pode ser executado e alocado para um processo podem ser restringidos. Restrições podem ser definidas para serem impostas somente em determinadas datas também.

### Gerenciador de Servidor
O Gerenciador de Servidor é uma nova ferramenta de gerenciamento baseada em funções para o Windows Server 2008. Ele é uma combinação de Gerenciar o Servidor e Assistente de Configuração de Segurança (SCW) do Windows Server 2003 O Gerenciador de Servidor é uma melhoria em relação à caixa de diálogo Configurar meu servidor que é iniciada por padrão nas máquinas com o Windows Server 2003. No entanto, em vez de servir apenas como ponto de partida para configurar novas funções, o Gerenciador de Servidor centraliza todas as operações que os usuários desejam realizar no servidor, como configurar um método de implantação remota, adicionar mais funções de servidor, etc., e fornece uma visão consolidada, semelhante a um portal, sobre o status de cada função.

### Outros recursos
Outros recursos novos ou aprimorados incluem:

#### Melhorias no núcleo do SO
- Sistema operacional totalmente multi-componentizado.
- Hot patching aprimorado, um recurso que permite que correções não relacionadas ao  núcleo ocorram sem a necessidade de reiniciar o sistema operacional.
- Suporte para inicialização a partir de firmware compatível com Extensible Firmware Interface (EFI) em sistemas x86-64.
- Particionamento Dinâmico de Hardware
  - Suporte para a adição ou substituição de processadores e memória sem desligamento do servidor, em hardware com esta capacidade.

#### Melhorias no Active Directory
- Controladores de domínio somente leitura (RODCs) no Active Directory, destinados ao uso em filiais ou outros cenários em que um controlador de domínio possa residir em um ambiente de baixa segurança física. O RODC contém uma cópia não gravável do Active Directory e redireciona todas as tentativas de gravação para um controlador de domínio completo. Ele replica todas as contas, exceto as sensíveis. No modo RODC, as credenciais não são armazenadas em cache por padrão. Além disso, somente o parceiro de replicação do RODC precisa executar o Windows Server 2008. Além disso, os administradores locais podem fazer logon na máquina para executar tarefas de manutenção sem exigir direitos administrativos no domínio.
- Active Directory reinicializável permite que o ADDS seja parado e reiniciado a partir do Management Console ou da linha de comando sem reiniciar o controlador de domínio. Isso reduz o tempo de inatividade para operações off-line e reduz os requisitos gerais de manutenção de CD com o Server Core. O ADDS é implementado como um Serviço de Controlador de Domínio no Windows Server 2008.

#### Melhorias relacionadas a políticas
- Todas as melhorias da Diretiva de Grupo do Windows Vista estão incluídas. O GPMC (Console de Gerenciamento de Diretiva de Grupo) está integrado. Os objetos de Diretiva de Grupo são indexados para pesquisa e podem ser comentados. [21]
- Rede baseada em políticas com Proteção de Acesso à Rede, gerenciamento aprimorado de filiais e colaboração aprimorada do usuário final. Políticas podem ser criadas para garantir maior Qualidade de Serviço para determinados aplicativos ou serviços que exigem priorização da largura de banda da rede entre o cliente e o servidor.
- Configurações granulares de senha em um único domínio - capacidade de implementar políticas de senha diferentes para contas administrativas baseadas em "grupo" e "usuário", em vez de um único conjunto de configurações de senha para todo o domínio.

#### Melhorias no gerenciamento de disco e no armazenamento de arquivos
- A capacidade de redimensionar partições do disco rígido sem parar o servidor, até mesmo a partição do sistema. Isso se aplica apenas a volumes simples e estendidos, não a volumes distribuídos.
- Backup em nível de bloco baseado em cópia de sombra que suporta mídia ótica, compartilhamentos de rede e o Ambiente de Recuperação do Windows.
- Aprimoramentos do DFS - SYSVOL no DFS-R, Membro de Replicação de Pasta Somente Leitura. Também há suporte para namespaces DFS baseados em domínio que excedem a recomendação de tamanho anterior de 5.000 pastas com destinos em um namespace.[22]
- Diversas melhorias no cluster de failover (clusters de alta disponibilidade).[23]
- O iSNS (Internet Storage Naming Server) permite o registro central, cancelamento de registro e consultas a discos rígidos iSCSI.

#### Aperfeiçoamentos de protocolo e criptografia
- Suporte para criptografia AES de 128 e 256 bits para o protocolo de autenticação Kerberos.
- Nova API de criptografia (CNG) que suporta criptografia de curva elíptica e melhor gerenciamento de certificados.
- Secure Socket Tunneling Protocol, um novo protocolo VPN proprietário da Microsoft.
- AuthIP, uma extensão proprietária da Microsoft do protocolo criptográfico IKE usado em redes VPN com IPsec.
- O protocolo Server Message Block 2.0 na nova pilha TCP/IP fornece vários aprimoramentos de comunicação, incluindo maior desempenho ao se conectar a compartilhamentos de arquivos em links de alta latência e melhor segurança através do uso de autenticação mútua e assinatura de mensagens.

## Edições
Comparado ao seu antecessor, a maioria das edições do Windows Server 2008 estão disponíveis nas versões x86-64 e IA-32. Estas edições vêm em dois DVDs: um para instalar a variante IA-32 e outra para x64. O Windows Server 2008 para sistemas baseados em Itanium suporta processadores IA-64. A Microsoft otimizou a versão IA-64 para cenários de alta carga de trabalho, como servidores de banco de dados e aplicativos de linha de negócios (LOB). Como tal, não é otimizado para uso como servidor de arquivos ou servidor de mídia. A Microsoft anunciou que o Windows Server 2008 é o último sistema operacional para servidor do Windows a ser lançado para a arquitetura de processador de 32 bits.
- Windows Server 2008 Standard (IA-32 e x86-64)
- Windows Server 2008 Enterprise (IA-32 e x86-64)
- Windows Server 2008 Datacenter (IA-32 e x86-64)
- Windows HPC Server 2008 (Codinomeado "Socrates") (substituindo Windows Compute Cluster Server)
- Windows Web Server 2008 (IA-32 and x86-64)
- Windows Storage Server 2008 (Codinomeado "Magni") (IA-32 e x86-64)
- Windows Small Business Server 2008 (Codinomeado "Cougar") (x86-64) para empresas pequenas
- Windows Essential Business Server 2008 (Codinomeado "Centro") (x86-64) para empresas médias[25] (Descontinuado)[26]
- Windows Server 2008 para sistemas baseados em Itanium
- Windows Server 2008 Foundation (Codinomeado "Lima") (x86-64) somente para OEMs[27]

### Windows Server Standard Edition
Em substituição ao Windows Server 2003, foi projetada para fornecer serviços e recursos para outros sistemas em uma rede. O sistema operacional tem um vasto conjunto de recursos e opções de configuração. O Windows Server 2008 Standard Edition dá suporte a 2-way e 4-way SMP (multiprocessamento simétrico) e a até 4 gigabytes de memória em sistemas de 32 bits e 32 GB em sistemas de 64 bits.

### Windows Server Enterprise Edition
Tal versão estende os recursos fornecidos no Windows Server 2008 Standard Edition para proporcionar maior estabilidade e disponibilidade e dar suporte a serviços adicionais como o Cluster e Serviço de Federação do Active Directory. Também dá suporte a sistemas de 64 bits, memória RAM hot-swap e non-uniform memory access (NUMA). Os servidores enterprise podem ter até 32 GB de RAM em sistemas x86 e dois terabytes (TB) de RAM em sistemas de 64 bits e 8 CPUs..

### Windows Server 2008 Datacenter Edition
Versão mais robusta do Windows Server 2008 com aperfeiçoamentos nos recursos de cluster e suporte a configurações de memória muito amplas com até 64 GB de RAM em sistemas x86 e dois TB RAM em sistemas de 64 bits. Tem requisito mínimo de CPU e pode dar suporte a até 64 CPUs.

### Windows Web Server 2008
Versão Web Edition do Windows Server 2008. Uma vez que foi projetada para fornecer serviços Web para a implantação de sites e aplicativos baseados nesta, essa versão do servidor só dá suporte a recursos relacionados. Especialmente, ela inclui o Microsoft.NET Frameworks, o Microsoft Internet Information Services (IIS), o ASP.NET, além do servidor de aplicativos e recursos de balanceamento de carga de rede. No entanto, não possui vários outros recursos, incluindo o Active Directory, e exige a instalação do server core para obter alguma funcionalidade padrão. O Windows Web Server 2008 dá suporte a até 32 GB de RAM e 4 CPUs x64.

## Service Pack
A Microsoft ocasionalmente libera service packs para seus sistemas operacionais Windows para corrigir bugs e também adicionar novos recursos.
Como o Windows Server 2008 é baseado no núcleo do Windows Vista Service Pack 1, a versão RTM é considerada como Service Pack 1; consequentemente, o primeiro service pack é chamado Service Pack 2. Anunciado em 24 de outubro de 2008, este service pack contém as mesmas alterações e melhorias que o Windows Vista Service Pack 2, bem como a versão final do Hyper-V 1.0 e uma redução aproximada de 10% no uso de energia.
A primeira compilação do SP2 beta foi enviada em outubro de 2008, um beta público foi lançado em dezembro de 2008, e uma compilação RC foi distribuída para testadores  em janeiro de 2009. O Windows Vista e o Windows Server 2008 compartilham um único binário do service pack, refletindo o fato de que suas bases de código foram unidas com o lançamento do Server 2008. Em 26 de maio de 2009, o Service Pack 2 estava pronto para ser lançado. Ele está agora disponível no Windows Update.

## Windows Server 2008 R2
Um segundo lançamento, o Windows Server 2008 R2, foi disponibilizado em 22 de outubro de 2009. A disponibilidade no varejo começou em 14 de setembro de 2009. O Windows Server 2008 R2 atingiu o marco RTM em 22 de julho de 2009. Como o Windows 7, ele é construído sobre o Windows NT 6.1. Os novos recursos incluem novos recursos de virtualização, novos recursos do Active Directory, IIS 7.5 e suporte para 256 processadores lógicos. O suporte para processadores somente de 32 bits (IA-32) foi removido. Em 22 de julho de 2009, a Microsoft anunciou oficialmente que havia lançado o Windows Server 2008 R2 e o Windows 7 para fabricação. O Windows Server 2008 R2 estava disponível para download no MSDN e na Technet em 19 de agosto e para compra no varejo a partir de 22 de outubro de 2009.

## Requisitos do sistema
Os requisitos do sistema para o Windows Server 2008 são os seguintes:
| Critério     | 2008                                                                                | 2008                                                        | 2008 R2                                                     | 2008 R2                                                       |
| Critério     | Mínimo                                                                              | Recomendado                                                 | Mínimo                                                      | Recomendado                                                   |
| ------------ | ----------------------------------------------------------------------------------- | ----------------------------------------------------------- | ----------------------------------------------------------- | ------------------------------------------------------------- |
| CPU          | - 1 GHz (IA-32) - 1.4 GHz (x86-64 ou Itanium)                                       | 2 GHz ou mais rápido                                        | 1.4 GHz (x86-64 ou Itanium)                                 | 2 GHz ou mais rápido                                          |
| RAM          | 512 MB                                                                              | 2 GB ou maior                                               | 512 MB                                                      | 2 GB ou maior                                                 |
| HD           | - Outras edições, 32-bit: 20 GB - Outras edições, 64-bit: 32 GB - Foundation: 10 GB | 40 GB ou maior                                              | - Foundation: 10 GB - Outras edições: 32 GB                 | - Foundation: 10 GB ou maior - Outras edições: 32 GB or maior |
| Dispositivos | Unidade de DVD, monitor 800 × 600 ou maior, teclado e mouse                         | Unidade de DVD, monitor 800 × 600 ou maior, teclado e mouse | Unidade de DVD, monitor 800 × 600 ou maior, teclado e mouse | Unidade de DVD, monitor 800 × 600 ou maior, teclado e mouse   |